# Michele Tomasi

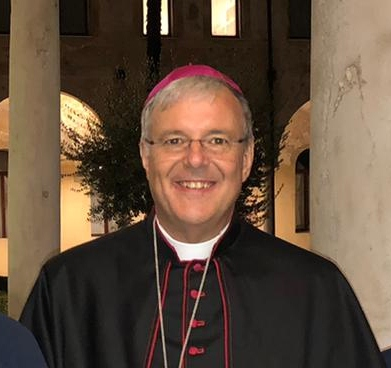
Bischof Michele Tomasi

Bischofswappen von Michele Tomasi

Michele Tomasi (* 9. Juli 1965 in Bozen, Italien) ist ein italienischer römisch-katholischer Geistlicher. Er ist Bischof von Treviso.

## Leben
Michele Tomasi trat 1992 ins Priesterseminar des Bistums Bozen-Brixen ein und empfing am 28. Juni 1998 das Sakrament der Priesterweihe. Er wirkte zunächst bis 2006 in der Gemeindearbeit von Meran. Im Jahr 2000 wurde Tomasi zudem Dozent an der Philosophisch-Theologischen Hochschule Brixen. Nachdem er 2010 Rektor des Priesterseminars von Bozen-Brixen geworden war, fungierte er von 2012 bis 2016 als Generalvikar für die italienische Sprachgruppe der Diözese.
Am 6. Juli 2019 ernannte ihn Papst Franziskus zum Bischof von Treviso. Die Bischofsweihe spendete ihm am 14. September desselben Jahres Ivo Muser, Bischof von Bozen-Brixen. Mitkonsekratoren waren Lauro Tisi, Erzbischof von Trient, und Tomasis emeritierter Amtsvorgänger Gianfranco Gardin. Die Amtseinführung Tomasis fand am 6. Oktober 2019 statt. In der Italienischen Bischofskonferenz ist Tomasi Sekretär der bischöflichen Kommission für Arbeit, Gerechtigkeit und Frieden.